# Liste der Biografien/Wagl
Liste der Biografien |
Portal Biografien |
Personensuche
# |
A |
B |
C |
D |
E |
F |
G |
H |
I |
J |
K |
L |
M |
N |
O |
P |
Q |
R |
S |
T |
U |
V |
W |
X |
Y |
Z |
?
 
Wa |
Wc |
Wd |
We |
Wh |
Wi |
Wj |
Wl |
Wn |
Wo |
Wr |
Ws |
Wt |
Wu |
Ww |
Wy |
Wz
 
Waa |
Wab |
Wac |
Wad |
Wae |
Waf |
Wag |
Wah |
Wai |
Waj |
Wak |
Wal |
Wam |
Wan |
Wao |
Wap |
Waq |
War |
Was |
Wat |
Wau |
Wav |
Waw |
Wax |
Way |
Waz
 
Waga |
Wagb |
Wagd |
Wage |
Wagg |
Wagh |
Wagi |
Wagl |
Wagm |
Wagn |
Wago |
Wags |
Wagt |
Wagu
Die Liste der Biografien führt alle Personen auf, die in der deutschsprachigen Wikipedia einen Artikel haben. Dieses ist eine Teilliste mit 14 Einträgen von Personen, deren Namen mit den Buchstaben „Wagl“ beginnt.

## Wagl

### Wagle
- Wagle, Martin (* 1966), deutscher Politiker (CSU), MdL
- Wagle, Tellef (1883–1957), norwegischer Segler
- Wagler, Aemilius (1817–1883), deutscher klassischer Philologe und Gymnasiallehrer
- Wagler, Carl Gottlieb (1731–1778), deutscher Arzt und Philanthrop
- Wagler, Dietrich (* 1940), deutscher Organist
- Wagler, Erich (1884–1951), deutscher Ichthyologe
- Wagler, Janne (* 1970), deutsche Theaterschauspielerin, Figurenspielerin, Autorin von Theaterstücken, Theaterpädagogin und RegisseurinJanne Wagler (* 1970)

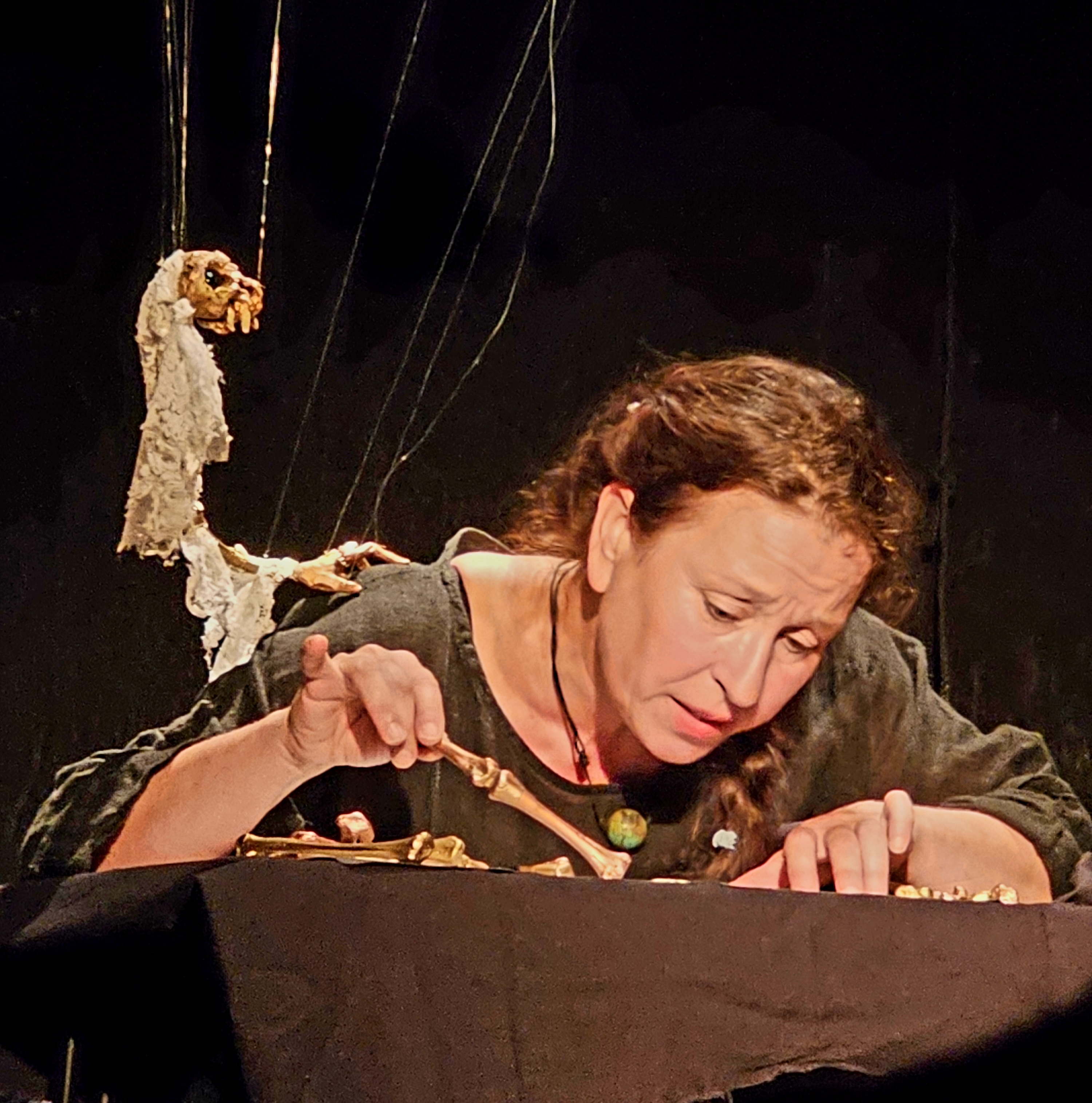
Janne Wagler (* 1970)

- Wagler, Johann Georg (1800–1832), deutscher Zoologe und Herpetologe
- Wagler, Karl (1887–1975), sächsischer Maler
- Wagler, Marit (* 1983), deutsche Politikerin (Die Linke)
- Wagler, Paul (1861–1923), deutscher Klassischer Philologe und Gymnasiallehrer
- Wagler-Fendrich, Ina (* 1975), deutsche Musicaldarstellerin

### Wagli
- Wägli, Christian (1934–2019), Schweizer Kurz- und Mittelstreckenläufer
- Wägli, Hans G. (1947–2019), Schweizer Bahnexperte